# Natura 2000-område nr. 162 Skælskør Fjord og havet og kysten mellem Agersø og Glænø
Natura 2000-område nr. 162 Skælskør Fjord og havet og kysten mellem Agersø og Glænø  er et Natura 2000-område der består af habitatområde  nr. H143 og fuglebeskyttelsesområdeerne nr. F95 og F96. Det har et  areal på  185 km² hvoraf landarealet udgør 45 km². Hele området er desuden udpeget som Ramsarområde. Kun 29 hektar af området er statsejet.   Natura 2000-området ligger   i Vandområdedistrikt II Sjælland  i vandplanomåde  2.5 Smålandsfarvandet  i Slagelse Kommune.

## Områdebeskrivelse
Området er ligger på den sydvestlige del af Sjælland og strækker sig fra Kobæk Strand ved Skælskør til Klinteby Klint øst for Bisserup. Området omfatter desuden øerne Agersø og Omø og et betydeligt havareal.   Mod vest  grænser området til  den marine del af Natura 2000-område nr. 116 Centrale Storebælt og Vresen.
Kyststrækningen er præget af laguner og nor afsnøret af øer, fed og større sandaflejringer. Dertil kommer brakvandsfjorden og det næsten ferske nor ved Skælskør samt et inddæmmet område, der danner Borreby Mose.
En stor del af vandområdet er forholdsvist lavvandet og derfor vigtigt for mange havfugle, der lever af bunddyr. Langs kysten findes store strandengsarealer - heriblandt nogle af Sjællands fineste strandenge. Strandengene tjener som yngle- og rasteområde for et rigt fugleliv, og bl.a. klyde yngler i et betydeligt antal flere steder i området. Strandengene er bl.a. også voksested for den enårige tangurt. 
I Borreby Mose mødes den salte og ferske eng, og åbent vand afveksler med afgræsset eng og rørsump. Mosen er et unikt fugleområde med bl.a. brushane og adskillige ynglende par af rørhøg. Den gulblomstrede kærfnokurt vokser nogle år i stor mængde i mosen.
Klokkefrø er forsvundet fra de fleste steder i Danmark, men der har overlevet med en bestand på Agersø, og fandtes frem til  slutningen af 1990’erne andre steder i Natura 2000-0mrådet. Den er nu  klokkefrø nu genudsat på Glænø.

## Fredninger
Der er to store naturfredninger i Natura 2000-området. Det største er Fredningen:Stigsnæs-Borreby-Basnæs Nor hvor 1.215 hektar er fredet i to omgange, første gang i 1978, og i 1987 blev 323 hektar blev lagt til, så områderne kom til at hænge sammen.
Den anden store fredning er Fjordlandskabet omkring herregården Holsteinborg og Holsteinborg Nor, hvor  276 hektar blev fredet i 1936.

### Natur og vildtreservater
Der er fire Natur- og vildtreservater i området. Basnæs Nor blev udlagt som vildreservat, som  det første  i Danmark allerede i 1919. Holsteinborg Nor er udlagt som trækfuglereservat, ligesom Helleholm Vejle på Agersø. Skælskør Nor er udlagt som byreservat.